# Seen von Ounianga
Die Seen von Ounianga bezeichnen eine Seenlandschaft in der Provinz Ennedi Ouest im Nordosten des Tschad.

## Beschreibung
Die Seen sind unterirdisch miteinander verbunden und sind der Überrest eines viel größeren Seesystems, welches sich während der so genannten grünen Sahara-Zeit, die von rund 10.000 bis 1500 v. Chr. dauerte, über das Tschadbecken erstreckte. Heute liegen die derzeit 18 Seen in der hyperariden Ennedi-Region der Sahara, mit jährlich weniger als 2 Millimeter Niederschlag. Die zwei Seengruppen Ounianga Kebir und Ounianga Serir liegen etwa 40 km voneinander entfernt. Mit einer Gesamtoberfläche von 15,15 km² und einer maximalen Tiefe von 27 Metern sind sie die größte und tiefste Seenlandschaft der Sahara. Die Seen von Ounianga sind von unterschiedlicher Größe, Tiefe, Farbe und ihr Wasser von verschiedener chemischer Zusammensetzung von Süßwasser bis zu hypersalin. Am 1. Juli 2012 wurden die Seen von Ounianga als erste Weltnaturerbestätte des Tschad in die Liste des UNESCO-Welterbes aufgenommen.

## Ounianga Kebir
Bei der gleichnamigen Ortschaft liegen die 4 Seen von Ounianga Kebir (arabisch kebir = groß) (⊙):
- Yoa-See (frz. lac Yoa bzw. lac Yoan)
- Uma-See (frz. lac Oma), mit dem Seitenarm Katam-See (frz. lac Béver[3])
- Mioji-See (frz. lac Mioji)
- Forodon-See (frz. lac Forodone)

## Ounianga Serir
Bei der Ortschaft Ounianga Serir (abgeleitet vom arabischen saker = klein) liegt weiter östlich (⊙) die unter dem gleichen Namen zusammengefasste Seengruppe von 14 Seen:
- Ardiou-See (frz. lac Ardjou)
- Abrome-See (frz. lac Abromé)
- Boul-See (frz. lac Boul)
- Dirke-See (frz. lac Dierké)
- Edem-See (frz. lac Edem): mit einer Oberfläche von knapp 2 km² der größte Süßwassersee der Sahara[4]
- Melekoui-See (frz. lac Melekoui)
- Tarem-See (frz. lac Tarem)
- Tibichei-See (frz. lac Tibitchei)
- Teli-See (frz. lac Teli): der größte und salzhaltigste der Seen mit einer Oberfläche von 6,5 km2[4]
- Agouta-See (frz. lac Agouta)
- Hogou-See (frz. lac Hogou)
- Diara-See (frz. lac Djara)
- Bedrim-See (frz. lac Bedrim)
- Bokou-See (frz. lac Boukou)

Diese Seen fallen durch ihre in Nord-Südwestlicher-Richtung verlaufenden Landzungen auf, die durch vom Passatwind verwehten Sanddünen gebildet werden.

## Hydrogeologie
Die Seen von Ounianga bilden ein hydrologisches System, das in den Wüsten der Erde einzigartig ist. Normalerweise versalzen Gewässer und Böden bei einer hohen Verdunstungsrate, da kein Wasser mehr abfließen kann, so dass das im Wasser gelöste Salz bei der Verdunstung zurückbleibt und sich so stetig anreichert.
Dies ist der Fall bei der Seengruppe von Ounianga Kebir. Der Verdunstungsverlust des Yoa-Sees zum Beispiel beträgt durch die extremen Umweltbedingungen bis zu 6000 mm im Jahr, und das Wasser versalzt, ebenso wie die weiteren Seen der Kebir-Gruppe, nicht so in Ounianga Serir. 
Die Mehrzahl der Seen dieser Gruppe ist mit dicken Matten aus Schilf bewachsen, welche die Exposition der Gewässeroberflächen um ca. 50 % reduzieren, was die Verdunstung beträchtlich verringert. Diese Matten sind an der Oberfläche des salzhaltigen Teli-Sees nicht vorhanden, und daher ist hier die Verdunstungsrate sehr viel höher. Hier beträgt die Verdunstung 6 bis 7,80 m im Jahr, was den Weltrekord darstellt. Dies resultiert in einem dauerhaft niedrigeren Wasserstand als in den umliegenden Seen, und es bildet sich ein natürlicher Absenkungstrichter. Das Wasser aus den umliegenden Seen sickert durch die wasserdurchlässigen Dünen in den Teli-See, wodurch die Wasserkörper der kleineren Seen stetig mit frischem Grundwasser aufgefüllt werden und sich somit kein Salz anreichern kann. Die konstante Speisung durch die unterirdischen Quellen resultiert in Süßwasser- und leicht salzhaltigen Seen, deren Wassertemperatur konstant bei kühlen 17–23 Grad Celsius bleibt.

## Fauna
Im Bokou-See kommt eine endemische, also nur hier lebende Buntbarschart vor, Astatotilapia tchadensis. Außerdem leben dort und im Lake Djara die Buntbarscharten Coptodon zillii, Hemichromis fasciatus, Hemichromis cf. letourneuxi und Sarotherodon galilaeus, die Zahnkärpflinge Epiplatys bifasciatus und Poropanchax normani und der Senegal-Flösselhecht (Polypterus senegalus). Die Seen von Ounianga haben damit die artenreichste Fischfauna aller Saharaseen.
Im Frühjahr 2023 wurde ein bislang unbekanntes, bedeutendes Brutvorkommen der global gefährdeten Marmelente (Marmaronetta angustirostris) entdeckt. Bei in Mitteleuropa beobachteten Marmelenten handelt es sich wohl immer um Gefangenschaftsflüchtlinge, da diese Enten beliebte Parkvögel sind.

## Bilder

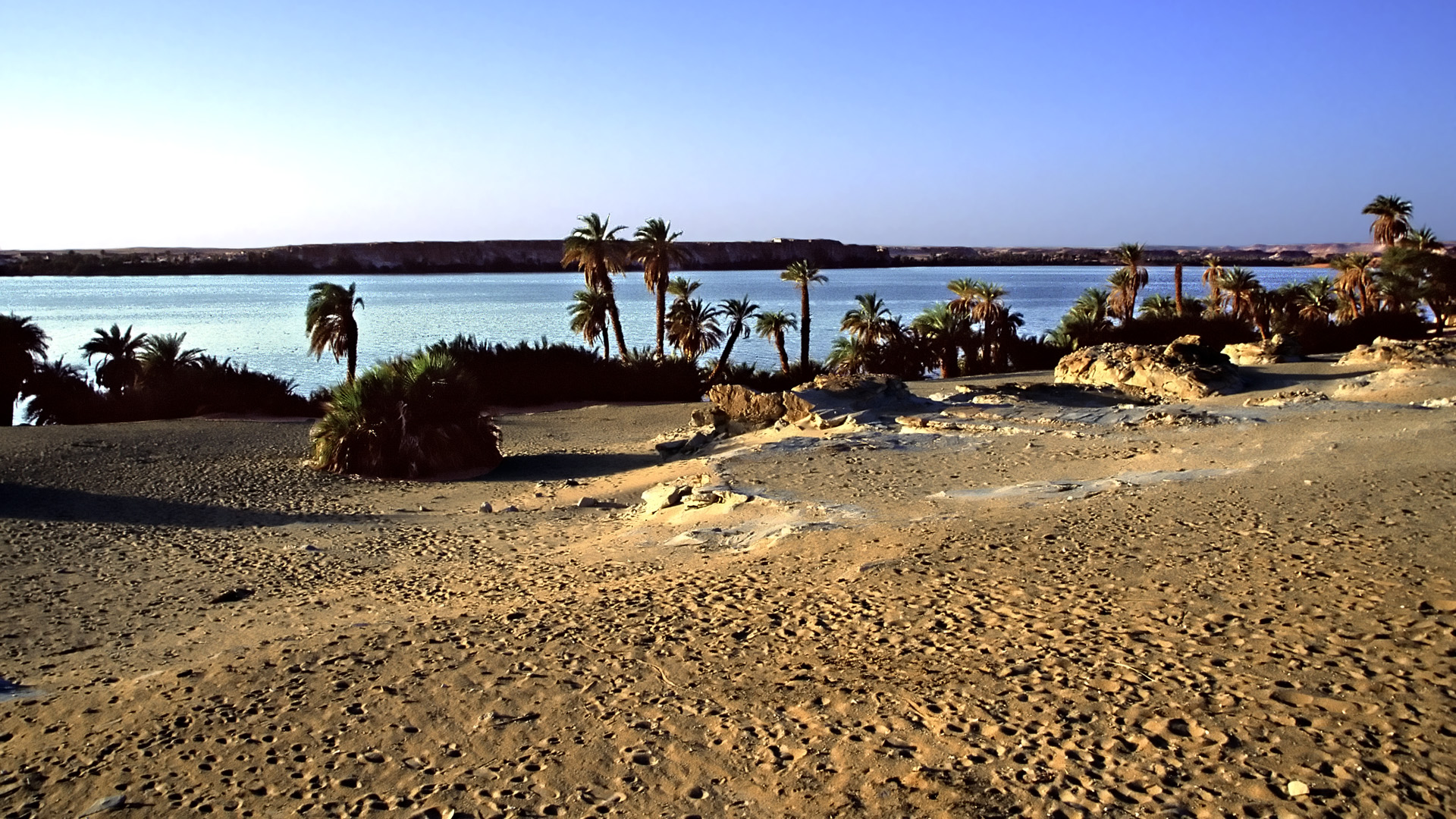
Yoa-See
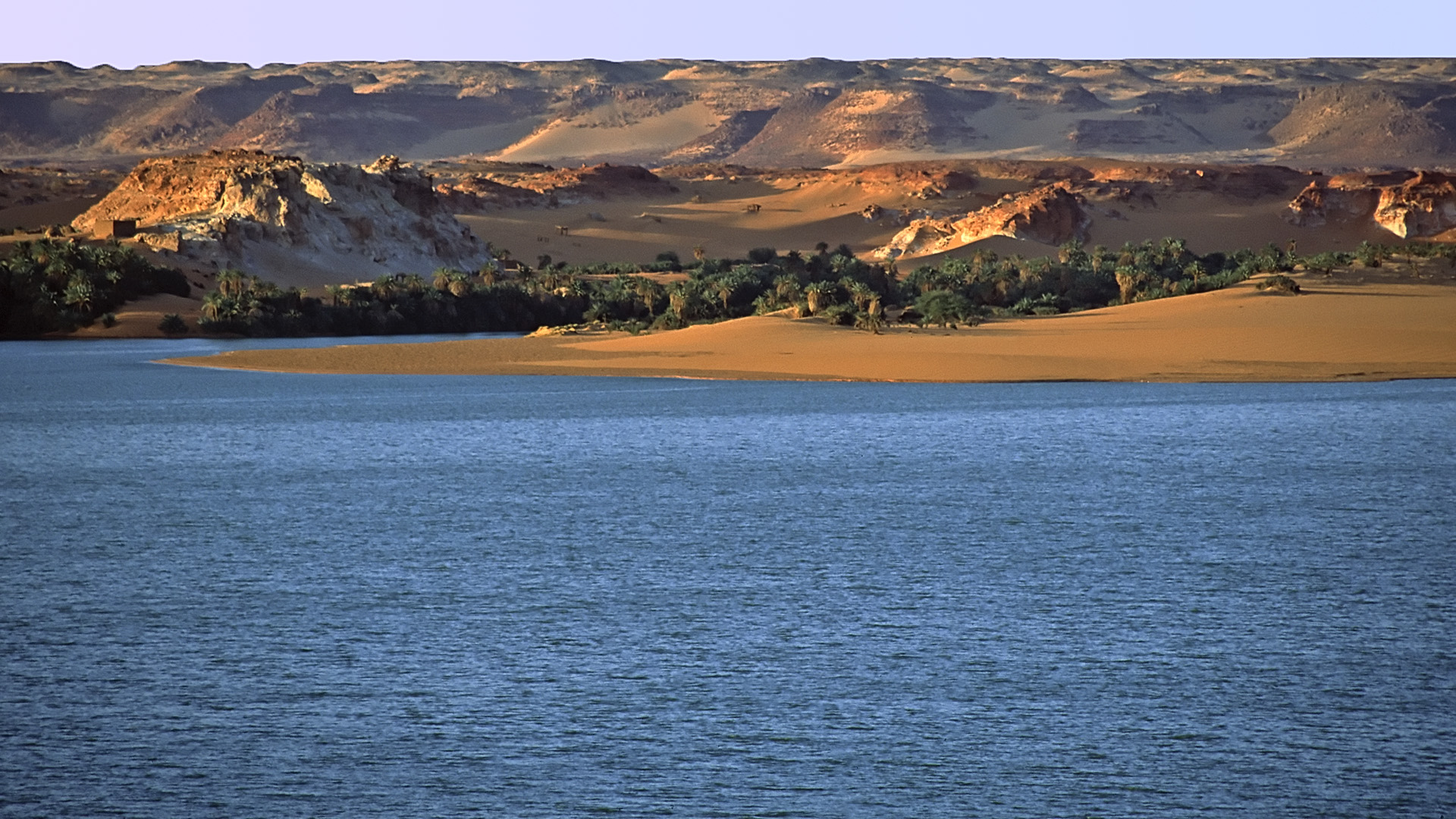
Yoa-See
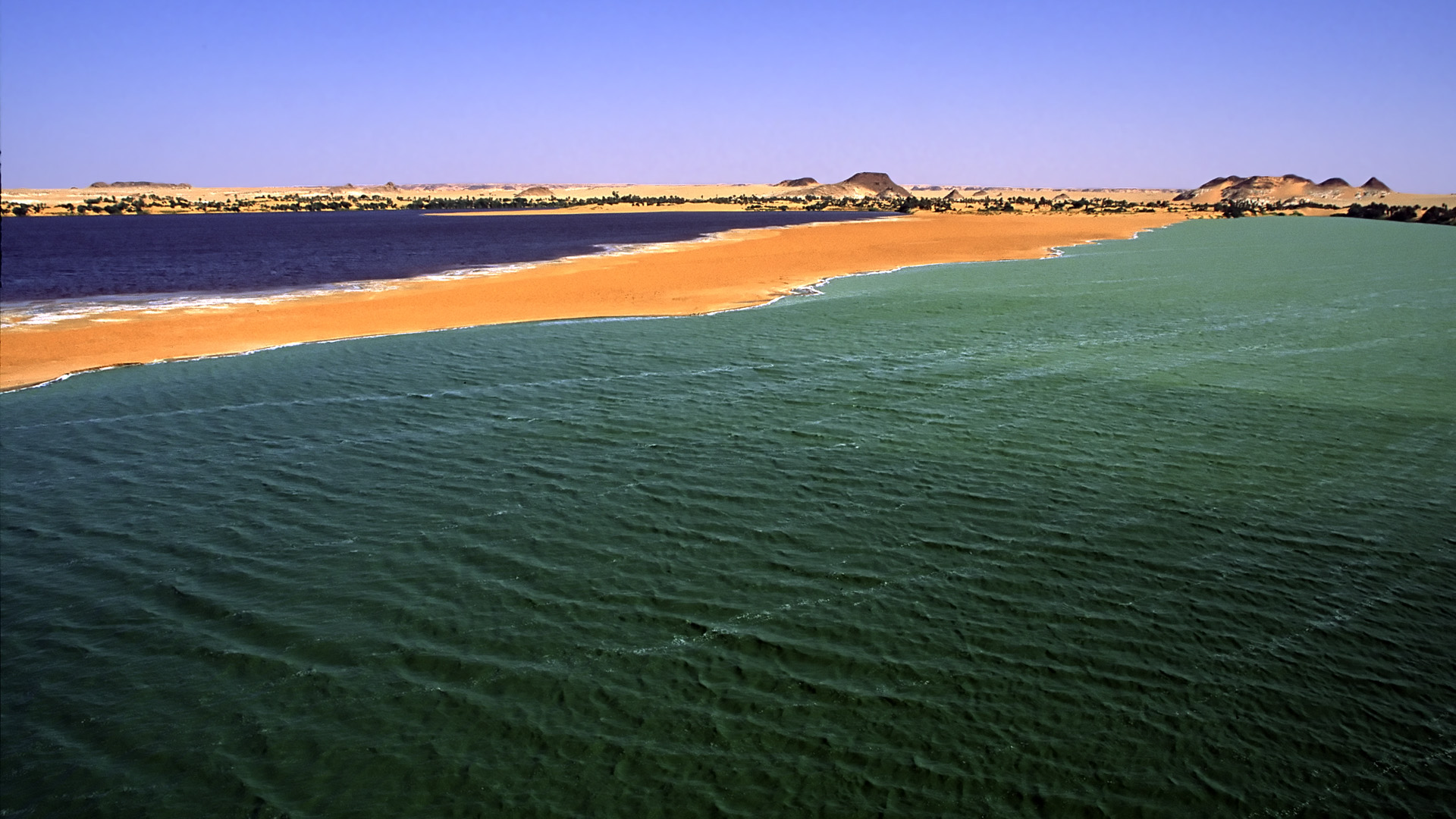
Katam-See
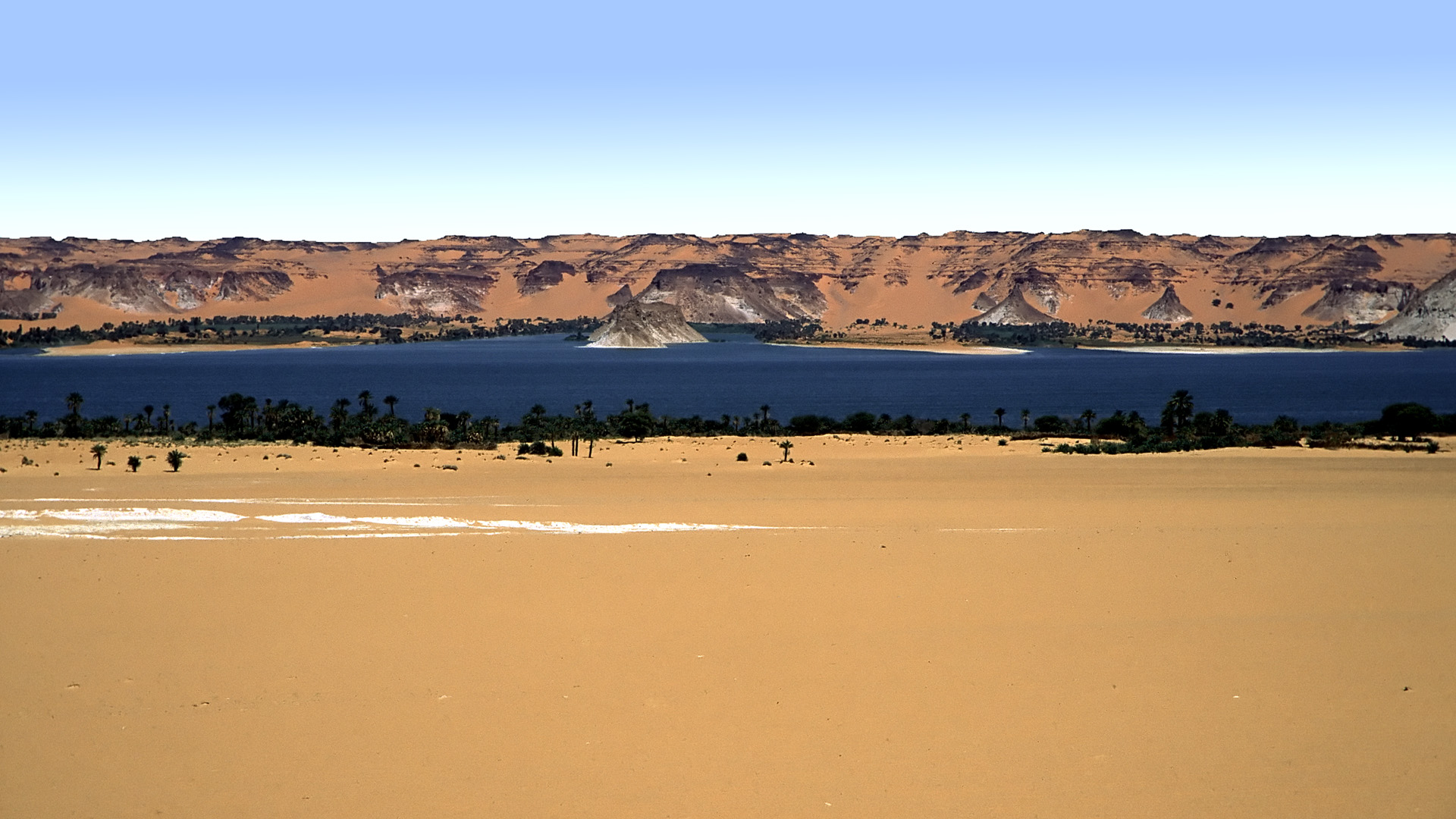
See im Ounianga Serir